# Wandin griffini
Wandin griffini is een vlokreeftensoort uit de familie van de Wandinidae. De wetenschappelijke naam van de soort is voor het eerst geldig gepubliceerd in 1990 door Lowry & Stoddart.